# Pietro Badoer
Pietro Badoer, auch Pietro Particiaco, selten Pietro Badoer-Partecipazio, in den zeitlich nächsten Quellen Petrus Badovarius († 942 in Venedig), war nach der staatlich gesteuerten Geschichtsschreibung der Republik Venedig deren 20. Doge. Er regierte von 939 bis 942 als letzter Doge aus der Particiaco-Familie. Pietro Particiaco war der Sohn des 18. Dogen Ursus II. Sowohl sein Vorgänger als auch sein Nachfolger gehörten der Familie der überaus einflussreichen Candiano an. 
Die zeitlich am nächsten liegende Quelle, die Istoria Veneticorum des Johannes Diaconus, weiß nichts zu seiner Amtszeit zu berichten, nur, dass er fast drei Jahrzehnte zuvor in die Gefangenschaft des Bulgarenzaren Simeon geraten sei. Aufgrund dieses Schweigens der Quellen wurde früh angenommen, er habe friedlich regiert. Die „Ereignislosigkeit“ in den venezianischen Quellen setzt allerdings schon 933 ein und umfasst beinahe ein ganzes Jahrzehnt. Begraben wurde Petrus, folgt man Quellen des 14. Jahrhunderts, in der Kirche des Klosters San Felice zu Ammiana. Sein Grab ist nicht erhalten. Die Frage, mit welchem Status und in welcher Funktion die Reise des Dogensohnes an den Hof in Konstantinopel erfolgte, und wie unabhängig Venedig bereits zu dieser Zeit von Byzanz war, wird noch immer diskutiert.

## Familie
Die Particiaco gehörten zu den mächtigsten und einflussreichsten tribunizischen Familien Venedigs. Zusammen mit den Candiano und den Orseolo war es die Familie Particiaco-Partecipazio, die nach traditioneller Betrachtung von 810 bis zur Verfassungsreform von 1172 die meisten Dogen Venedigs stellte. Der erste Doge eines von Byzanz verhältnismäßig unabhängig agierenden Venedig war Agnello Particiaco (810–827), ihm folgten seine Söhne Giustiniano und Giovanni (829–836). Nach der fast dreißigjährigen Regierung des Pietro Tradonico kehrten die Particiaco 864 mit Orso I. auf den Dogenstuhl zurück (der erst seit Pietro I. Candiano überliefert ist, also seit 887). Ihm folgte sein Sohn Giovanni II. Als letzter „Partecipazio“, so die spätere Geschichtsschreibung, kam sieben Jahre nach dem Tod Orsos II. dessen Sohn Pietro Badoer aus einem Seitenzweig der Familie Particiaco, den Badoer, im Jahr 939 auf den Dogenthron.
Die Zugehörigkeit zu den Particiaco wird in der Istoria Veneticorum des Johannes Diaconus behauptet, der etwa 80 Jahre nach dem Tod des Dogen schrieb. Das Chronicon Altinate gibt ihm den Beinamen Paureta. Johannes Diaconus nennt Ursus als Vater des Petrus Badovarius, der von 939 bis 942 herrschte, das Chronicon Altinate identifiziert die Badoer mit den Particiaco. Als eher schwacher Hinweis auf eine Gleichsetzung gilt Badoer einer der Brüder Johannes II. Particiaco, der vor 886 starb. Unter der Annahme, dass dieser Badoer der Vater Ursus’ II. war, könnte, so Marco Pozza, dessen Sohn als Cognomen den Taufnamen des Großvaters übernommen haben.

## Diplomatische Aufgaben, Gefangenschaft, Dogat
Kurz nachdem Ursus, Petrus’ Vater, von der Volksversammlung zum Dogen gewählt worden war, schickte er seinen Sohn nach Konstantinopel zu Kaiser Leo VI. Dieser verlieh dem Dogensohn, wie seit geraumer Zeit üblich, den Titel eines Protospatharios.
Auf der Rückreise fiel Petrus – vielleicht 911 oder 912 – in die Hände des Herrschers von Zahumlje (Herzegovina) Michael, eigentlich Mihailo Višević, der ihn an den bulgarischen Zaren Simeon auslieferte, mit dem er gegen Byzanz verbündet war. Dieser ließ den Dogensohn gegen Lösegeld wieder frei. Dieses unrühmliche Ereignis wird zuerst von Johannes Diaconus in seiner Istoria Veneticorum erwähnt, die jüngeren Chroniken des 12. und 13. Jahrhunderts ignorieren den Vorfall. Erst im 14. Jahrhundert erwähnen ihn wieder die meisten Chroniken, aber nur wenige nennen ein Datum, nämlich das Jahr 915. Wann sein Vater Doge wurde, unterliegt gleichfalls stark abweichenden Datierungsversuchen. Als sicher kann nur gelten, dass die beiden Beteiligten, der Doge und der Zar, nur zwischen 912 und 927 zur gleichen Zeit herrschten. Die Dauer der Gefangenschaft wird meist sehr vage angegeben, reicht allerdings auch bis zu 18 Jahren. Einige machen wiederum Angaben zu zwei Gefangenschaften, nämlich bei Mihailo Višević und danach beim Zaren. Manche Chronisten machen aus dem Sohn des Dogen dessen Bruder, auch wer gerade Kaiser in Konstantinopel war, ist offenbar unklar, bzw. es werden sehr widersprüchliche Angaben gemacht. Dennoch erscheint der Vorgang in der Istoria Veneticorum glaubhaft, da er Venedig in keinem guten Licht darstellt.
Später erschien der Freigelassene in einer diplomatischen Mission unter Führung Domenicos, des zukünftigen Bischofs von Metamaucum. Über die drei Jahre seiner Amtszeit als Doge ist nichts überliefert.

## Rezeption

### Bis gegen Ende der Republik Venedig
Für das Venedig des 14. Jahrhunderts war die Deutung, die man der Herrschaft des zweiten Pietro Badoer gab, trotz ihrer Kürze und Ereignislosigkeit, in mehrerlei Hinsicht von symbolischer Bedeutung. Das Augenmerk der Chronik des Dogen Andrea Dandolo repräsentiert in vollendeter Form die Auffassungen der längst fest etablierten politischen Führungsgremien, die vor allem seit diesem Dogen die Geschichtsschreibung steuerten. Sein Werk wurde von späteren Chronisten und Historikern immer wieder als Vorlage benutzt. Dabei standen die Fragen nach der politischen Unabhängigkeit zwischen den sich zersetzenden Kaiserreichen, des relativen Friedens in einer als chaotisch gedeuteten Epoche, dann des Rechts aus eigener Wurzel, mithin der Herleitung und Legitimation ihres territorialen und Seeherrschafts-Anspruches, stets im Mittelpunkt. Denn Venedig war in dieser Zeit gezwungen, ausgesprochen eigenständig in einer politisch zersplitterten Umgebung zu agieren. Dabei spielte die Candiano-Familie, die vor und nach dem letzten Badoer herrschte und Venedig einen starken Expansionsschub verlieh, eine wesentliche Rolle. Pietro Badoer repräsentiert in besagter Geschichtsschreibung, ähnlich wie andere Dogen auch, eine Ruhephase vor dem nächsten Machtzuwachs Venedigs. Dabei sorgte er für Frieden und florierenden Handel.

Italien und der Adriaraum um 1000

Die älteste volkssprachliche Chronik, die Cronica di Venexia detta di Enrico Dandolo aus dem späten 14. Jahrhundert, stellt die Vorgänge ebenso wie Andrea Dandolo auf einer von Einzelpersonen, vor allem den Dogen beherrschten Ebene dar. Jedoch bleiben die tatsächlichen Entscheidungsfindungsprozesse im Dunkeln. Nach dieser Chronik, die nur lakonisch über den Dogen berichtet, war seine Zeit von freiem Handel vor allem in der Lombardei geprägt. Dieser freie Handel wurde durch Privilegien ermöglicht, die Pietro Badoer, der nach dieser Chronik von 938 bis 941 herrschte, mit König Berengar ausgehandelt hatte (unklar ist, welchen Berengar die Chronik meint, denn Berengar I. war nur bis 924 König, Berengar II. hingegen erst ab 950). Dabei zahlten die venezianischen Händler nur eine „piçola gabella“, was ihnen gegenüber anderen Händlern einen erheblichen Vorteil verschaffte. Unter dem Dogen wurden angeblich erstmals eigene Münzen geprägt, und zwar „cum grande trionpho“. Ansonsten herrschte bis zu seinem Ableben „grandissima paxe et tranquilitade“, ‚größter Frieden und Ruhe‘.
In Pietro Marcellos Zählung ist Pietro Badoer der 19. Doge. Er führte 1502 in seinem später ins Volgare unter dem Titel Vite de'prencipi di Vinegia übersetzten Werk den Dogen im Abschnitt „Pietro Badoero Doge XIX.“ Manche glauben, so Marcello, dass sich die Entführung der Verlobten, die von den meisten Autoren der Herrschaftszeit seines Vorgängers zugewiesen wurde, samt deren gewaltsamer Befreiung bei Caorle, unter diesem Dogen ereignete. Nichts weiteres, das der Erinnerung wert wäre, habe sich unter diesem Dogen ereignet, der zwei Jahre herrschte.
Die Historie venete dal principio della città fino all’anno 1382 des Gian Giacomo Caroldo wissen vom 20. Dogen nur, dass er auf der Rückkehr von Konstantinopel einst in die Gefangenschaft der Slawen geraten war, jedoch hatte ihn sein Vater daraus befreit. Nun herrschte er selbst als Doge drei Jahre lang „con pace e tranquillità“, ‚mit Frieden und Ruhe‘ also auch bei Caroldo.
In der 1574 erschienenen Chronica das ist Warhaffte eigentliche vnd kurtze Beschreibung, aller Hertzogen zu Venedig Leben des Frankfurter Juristen Heinrich Kellner, die auf Pietro Marcello aufbauend die venezianische Chronistik im deutschen Sprachraum bekannt machte, ist „Peter Badoer der Neuntzehende Hertzog“. Kellner nennt, nachdem er eingefügt hat, der zukünftige Doge sei „auß Grecia“ (aus Griechenland) zurückgekehrt, und habe, nachdem er in „Sclavonia gefangen war“, sein Amt im Jahr 939 übernommen. Der Autor meint, dass „etliche“ seien, „die da sagen/daß bey dieses zeiten die Jstrianer oder Jllyricaner bey Caorle seyen geschlagen worden“, nachdem sie eine Hochzeitsgesellschaft in Castello überfallen und die Frauen geraubt hatten – dieses Ereignis wird vielfach der Amtszeit seines Vorgängers zugeschrieben. Dann setzt der Autor fort: „Weiter wirdt nichts gemeldt/gedächtniß oder schreibens wird/so sich bey im zugetragen hab.“ Zwei Jahre habe er die „Gemein“ „mit grosser Gütigkeit regieret/also/daß man in für einen hochrühmlichen Fürsten achtet.“

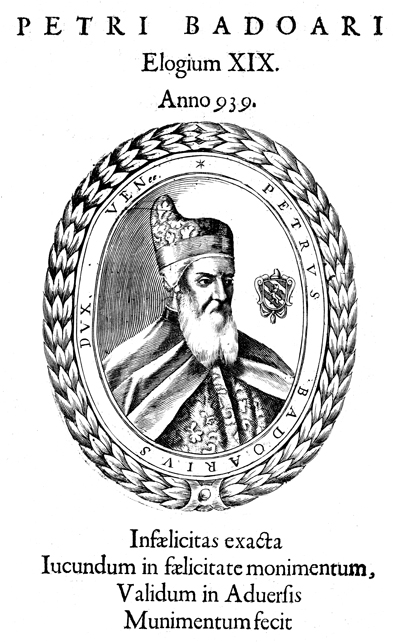
Leone Matina: Phantasieporträt des Dogen in der wohl ersten gedruckten Porträtserie aller bis dahin anerkannten Dogen, dem Ducalis regiae lararium von 1659

In der Übersetzung von Alessandro Maria Vianolis Historia Veneta, die 1686 in Nürnberg unter dem Titel Der Venetianischen Hertzogen Leben / Regierung, und Absterben / Von dem Ersten Paulutio Anafesto an / biss auf den itzt-regierenden Marcum Antonium Justiniani erschien, wird der Doge „Petrus Badoarius, der Zwantzigste Hertzog“ genannt. Als Dogensohn auf der Rückkehr von Konstantinopel in Sklaverei gefallen, wurde er „aus dem untersten Grund der Erniedrigung von dem Glücke / gleichsam an der Hand / biß zu dem obersten Ehrenggipffel seines Vatterlandes geführet und geleitet“. Kaum zum Dogen erhoben, schickte er Gesandte an König Berengar, mit dem er „eine sehr genaue Freundschafft geschlossen“. „Er war der erste unter den Herzogen / der die Gold-Münze prägen und schlagen lassen; unter seiner Regierung ward auch der Anfang mit dem Glockenthurm / auf St. Marcus-Platz / gemacht / welcher / gleich als ein Ries / auch über die allerhöchsten Gebäude der Stadt / weit hinaus langet und reichet; von welchem angefangenen guten Werck aber er schon nach dreijähriger Regierung abstehen/und seine Verfertigung den Nachfolgern hinterlassen“. Auch nach Vianoli wurde er 942 in San Felice in Ammiana beigesetzt.
1687 schrieb Jacob von Sandrart in seinem Werk Kurtze und vermehrte Beschreibung Von Dem Ursprung / Aufnehmen / Gebiete / und Regierung der Weltberühmten Republick Venedig lapidar im Anschluss an die Darstellung der Herrschaft des Petrus Candianus: „Es folgte ihm aber Im Jahr 939. zum (XIX.) Petrus Badoarius des vorigen Ursi Bruder/welcher nach 2 Jahren mit Tod abgieng“.

### Historisch-kritische Darstellungen
Nach der ab 1769 publizierten Staatsgeschichte der Republik Venedig des Johann Friedrich LeBret „genoß der Staat von Venedig seiner Ruhe“, während sowohl in Byzanz als auch in Italien unentwegt schwere Kämpfe tobten. „Seine Fürsten vertheidigten die Rechte des Volkes, und bey aller Zerrüttung schienen die Künste und die Handlung sich allein auf die Inseln geflüchtet zu haben, wo die Aus- und Einfuhr der Waaren alle Tage beträchtlicher wurde.“ „Die Fabriken waren damals in Oberitalien allein in Venedig und in Mayland anzutreffen.“ „So verhielt sich das allgemeine System, als Peter Badoer der zweyte den fürstlichen Stuhl bestieg.“ Nach Auffassung LeBrets „hatte sich seit einiger Zeit der ganze Charakter des venetianischen Volkes etwas geändert. Es wird leutseliger; es läßt seine Fürsten in Ruhe sterben; es entstehen keine Empörungen.“ „Peter Badoer machet in der Geschichte keine glänzende Gestalt, und erhielt bey seiner Nation den Geist der Handlung und des Friedens.“

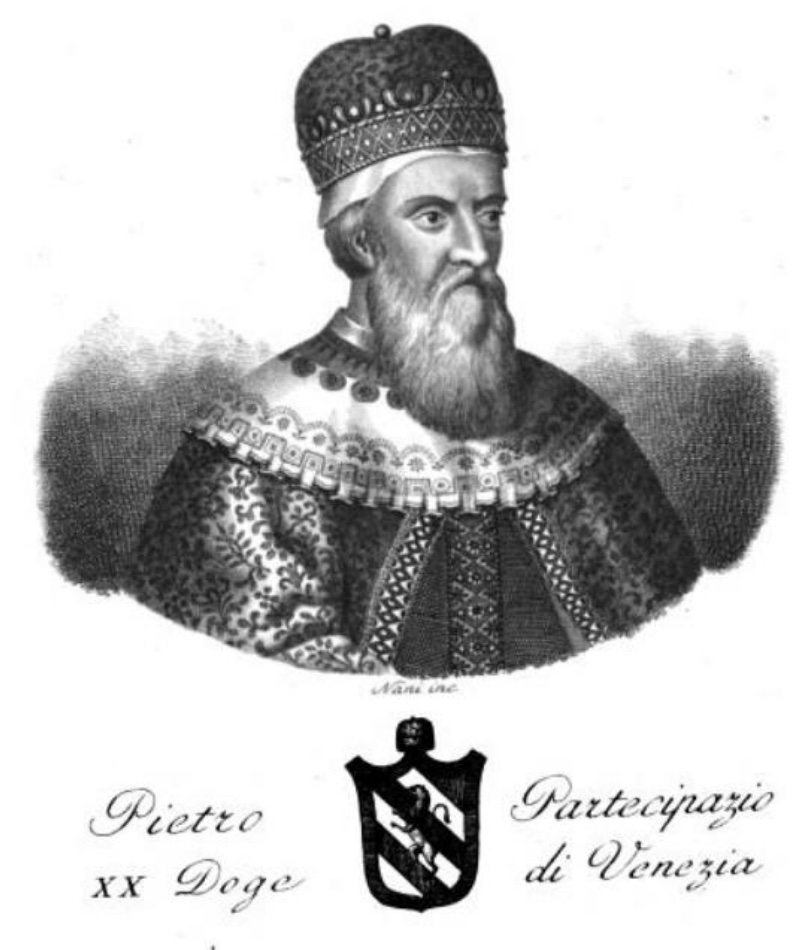
Phantasiedarstellung des Dogen „Pietro Partecipazio“ aus den Jahren vor 1834, Antonio Nani: Serie dei Dogi di Venezia intagliati in rame da Antonio Nani. Giuntevi alcuni notizie biografiche estese da diversi, Bd. 1, Merlo, Venedig 1840, o. S. (Google Books)

Für den ansonsten sehr detailreich darstellenden und in den historischen Zusammenhang der benachbarten Herrschaftsgebiete einbettenden Samuele Romanin, der diese Epoche 1853 im ersten der zehn Bände seiner Storia documentata di Venezia darstellte, „nulla accadde di notabile“, es geschah also nichts Bemerkenswertes in den beiden Herrschaftsjahren des Badoer.
August Friedrich Gfrörer († 1861) nimmt in seiner, erst elf Jahre nach seinem Tod erschienenen Geschichte Venedigs von seiner Gründung bis zum Jahre 1084 an, dass Byzanz nach wie vor größten Einfluss in der Lagune ausübte, was sich in vielen Einzelheiten widerspiegle. Auch wenn sein Vorgänger Petrus Candianus, wie Gfrörer meint, das Lob Andrea Dandolos verdient habe, so „ist Peter Candiano's Wirksamkeit wie abgeschnitten, obgleich er bis 939 lebte und Doge blieb“. Für Gfrörer ist dies wiederum ein Beleg dafür, dass Venedig Weisung aus Konstantinopel erhalten habe. Dem Kaiserhof war ein Doge, „der so kühn um sich griff“, keinesfalls recht. Der Ausdruck bei Dandolo, dass 939 „Petrus Badoario dux decernitur“, es sich also um einen Beschluss handelte, deutet für Gfrörer ebenfalls auf den starken Einfluss Konstantinopels hin. Diese Lücke in der Überlieferung ab 933 setzte sich fort, denn auch von „Thaten Peters Badoario berichtet Dandolo so wenig etwas als Chronist Johann. Ersterer sagt bloß: ‚nachdem Peter Badoario 3 Jahre lang Doge gewesen, schloß er seine Tage in Frieden.‘“ Die Überlieferung ist also von 933 bis 942 ohne Ereignisse.
Pietro Pinton, der Gfrörers Werk im Archivio Veneto in den Jahresbänden XII bis XVI übersetzte und annotierte, korrigierte dessen Vorstellung von einem zu starken Einfluss von Byzanz. Seine eigene Darstellung erschien erst 1883, gleichfalls im Archivio Veneto. Doch auch hier konnte er nur konstatieren: „Del breve ducato di Pietro Badoario nulla dicono le cronache, nè pero l'autore“, ‚vom kurzen Dukat des Petrus Badoarius sagen die Chroniken nichts, daher auch nichts der Autor‘, womit Gfrörer gemeint war.
1861 berichtet Francesco Zanotto in seinem Il Palazzo ducale di Venezia, dass der Doge, an dessen Verkauf in die Sklaverei man sich genauso erinnerte, wie an seine Befreiung, und dessen Familie sich so große Verdienste erworben habe, aufgrund dieser Vorgeschichte „i voti della nazione per salire al trono ducale“ erhalten habe, also ‚die Stimmen der Nation, um den Dogenthron besteigen zu können‘. Während Italien in Krieg und Zwietracht versank, wurde Venedig eine Insel der Ruhe. ‚Nach Sanudo‘ wurde der Doge in San Felice auf der Insel Ammiana nahe bei seinem Vater begraben. Der Autor hält es für bemerkenswert, dass manche den Dogen als zweiten seines Namens zählten, da sie als ersten jenen Mitdogen zählten, der für kurze Zeit an der Seite seines Bruders Giovanni II. gestanden habe. Die gelegentlich genannte Behauptung, König Berengar habe Venedig das Münzprägerecht verliehen, widerlegt er damit, dass der erste Berengar zu dieser Zeit nicht mehr lebte, der zweite noch gar nicht König war (wenn er auch fälschlicherweise die Jahre 824 und 850 nennt, wo es 924 und 950 heißen müsste).
Auch Emmanuele Antonio Cicogna nennt im ersten, 1867 erschienenen Band seiner Storia dei Dogi di Venezia zunächst die Gefangenschaft beim ‚Bulgarenkönig‘, in die der seinerzeitige Dogensohn, nunmehrige 20. Doge „Pietro Partecipazio“ geraten war. Kurz darauf schließt er an, dass „Pietro Partecipazio o Badoaro“ nach etwa 28 Jahren zum Dogen gewählt wurde. Ähnlich wie Zanotto nennt er die differierende Zählweise als zweiter seines Namens, und er weist die vertraglichen Abmachungen dem Vorgänger und dem Nachfolger des Pietro Badoer zu. Ansonsten sei die Tatsache, dass es gelang, neben den mächtigen Candiano einen Dogen aus den Reihen der Badoer einzusetzen, ein Anzeichen für den enormen Einfluss der Familie.
Heinrich Kretschmayr konstatiert, dass schon über die späteren Jahre des Pietro II. Candiano nichts berichtet wird, „und in aller Stille vergingen auch die drei Jahre des nächsten Dogates, den zum letzten Male ein Particiaco, des zweiten Orso Sohn, Petrus Badoario (939–942), der ehemalige Gefangene des Bulgarenzaren Symeon, versah; gerade daß Quellen des 14. Jahrhunderts von ihm zu melden wissen, er sei wie sein Vater in S. Felice di Ammiana bestattet worden.“
Für John Julius Norwich war in seiner History of Venice, in der die Candiani über 44 Jahre Venedigs Geschichte ausschließlich dominieren, der letzte Particiaco-Badoer im Dogenamt nicht der Erwähnung wert. In einem „brief and wholly unmemorable hiatus in 939“ wurde nur die Reihe der Candiano-Dogen kurz unterbrochen.
Für Nicola Bergamo ist Pietro Badoer, über dessen Herrschaft so wenig überliefert ist, in zweierlei Hinsicht von Bedeutung. Zum einen erfolgte mit ihm, zumindest in der Historiographie, der Übergang von den Particiaco zu den Badoer. Zum anderen leitet Bergamo aus der Reise des Mitdogen nach Konstantinopel ab, dass es sich um mehr als eine bloße Gesandtschaft gehandelt haben müsse. Einerseits war es die erste Amtshandlung des Ursus, seinen Sohn Petrus an den Hof des Kaisers Leo zu senden – wie Johannes Diaconus (ed. Zanichelli, III, 40) ausdrücklich vermerkt: „mox ut dux effectus est, suum filium, Petrum nomine, Constantinopolim ad Leonem imperatorem destinavit.“ ‚Diese Praxis‘, so Bergamo, ‚war grundlegend für die Anerkennung durch die kaiserliche Verwaltung („amministrazione“) und sie ließ sich nicht auf eine bloße Gesandtschaft reduzieren, als welche sie einige Historiker betrachtet haben‘. Die Hauptquelle für diese Epoche, Johannes Diaconus, enthalte keinerlei Hinweise auf einen so hohen Grad der Unabhängigkeit von Byzanz bereits in dieser frühen Zeit. Diese Auffassung gehe vielleicht auf Marin Sanudo zurück. Im Gegenteil sei dem Sohn damit die Aufgabe übertragen worden, als physischer, vertrauenswürdiger Vertreter und designierter Nachfolger seines Vaters, Hofamt und Ehrengeschenke entgegenzunehmen, die der Kaiser dem neuen Herrn Venedigs zugedachte. Damit habe man in Venedig wiederum die Binnenkonkurrenz angesichts dieser Heraushebung vermindern können, die Akzeptanz gegenüber der herrschenden Familie erhöhen. Zudem war Venedig als ‚Leuchtturm der Zivilisation‘ ein besonders erstrebenswertes Ziel. Als zentral in seiner Argumentation hebt Bergamo schließlich hervor, dass Johannes Diaconus berichte, der Kaiser selbst habe dem in die Metropole entsandten Dogensohn ‚gestattet‘ heimzukehren – „ad propria redire permisit“ –, nachdem er ihn zum Protospatharios erhoben und mit überaus reichen Geschenken versehen hatte. Es sei schlicht nicht erklärbar, warum die Rückkehr eines bloßen Gesandten vom Kaiser persönlich gestattet worden sein soll, statt vom Dogen. Zu guter Letzt erkläre dies auch, warum der zurückkehrende Dogensohn, der durch das Gebiet der Kroaten habe reisen wollen, „fraude deceptus, omnibusque bonis privatus atque Vulgarico regi, Simeoni nomine, exilii pena transmissus est“, hinterhältig gefangen, beraubt und an den ‚Bulgarenkönig‘ ausgeliefert wurde. Dies sei nur damit erklärlich, dass die beiden beteiligten Herrscher, die keinerlei Konflikt mit Venedig hatten, den Kaiser treffen wollten. Nur dank der Vermittlung des Dominicus, Diakon von Metamauco (Alt Malamocco), sei der Mitdoge freigekauft worden, konzediert Bergamo.